# Карижин
Кари́жин село в Україні, у Віньковецькій селищній громаді Хмельницького району Хмельницької області. Населення становить 612 осіб зареєстрованих та 273 жителів що фактично проживають у селі станом на 1 січня 2022 року.
В селі до 2017 року функціонувала: загальноосвітня школа І-ІІ ступенів, наразі, працює лише початкова школа у якій навчається близько 20 учнів. Учні старших класів навчаються у Віньковецькому НВК. У приміщенні школи діє також дитсадок, колишнє приміщення дитсадку занедбане. Діє відділення пошти, медпункт, клуб, бібліотека, магазин та приватні сільськогосподарські підприємства.
Є чотири пам'ятники: Леніну (демонтований у 2015 році), загиблим односельцям у Другій Світовій війні, партизанам, борцям за Незалежну Україну, односельцям які загинули під час повстання 1906 р.
Водойми: річка Калюс (старі назви Коломийка, Бистриця), ставок біля старого млина, дрібні ставки.
Райони села: Вербівка, Брехунівка, Раків кут, Висока, Центр, Ступник, Гринева (Комуна).

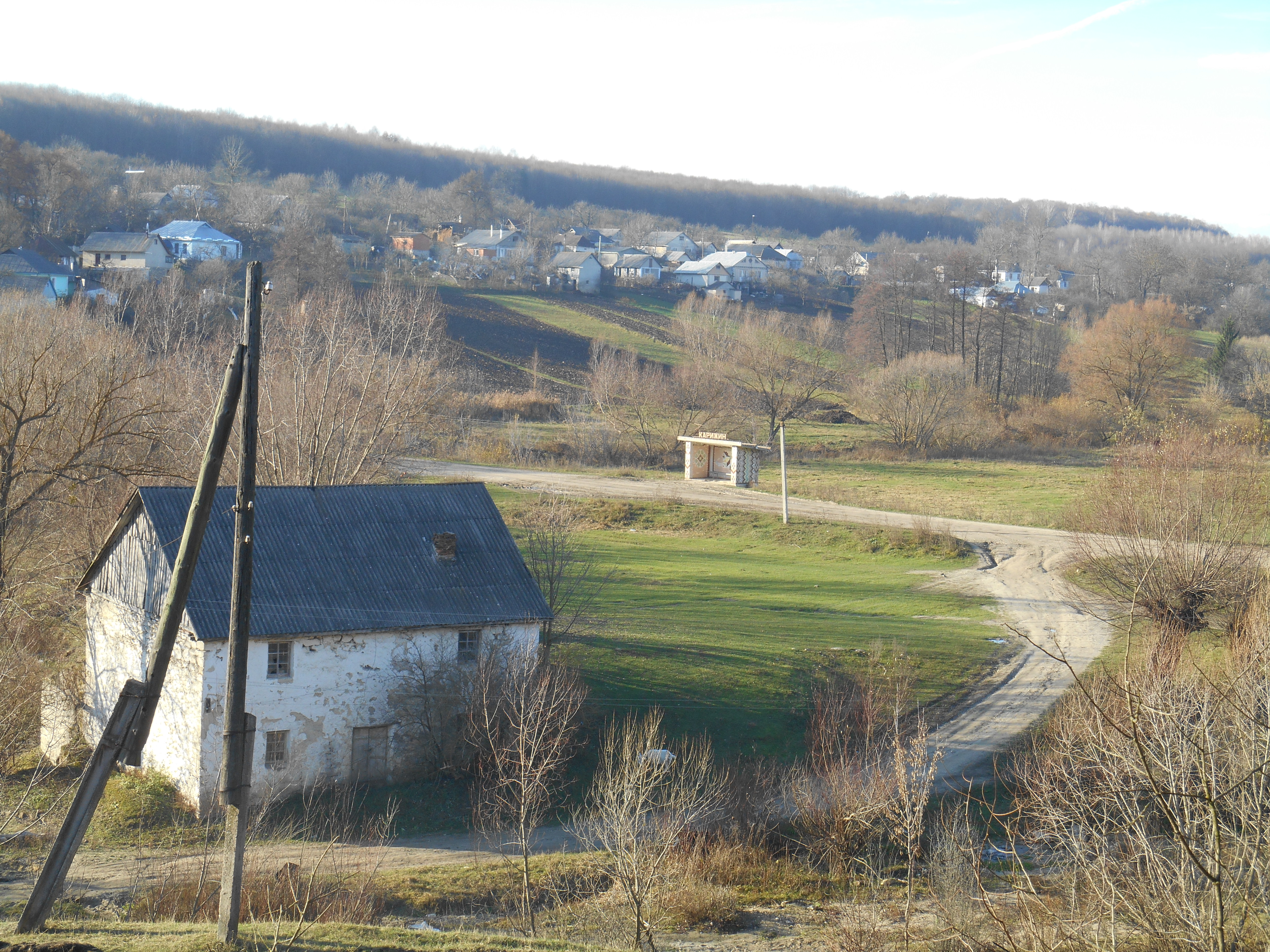
Карижин

Пам'ятки: у селі зберігся старовинний водяний млин, побудований орієнтовно у кінці 18 століття.

## Історія
Сучасний Карижин складався з двох окремих сіл Карижина який був фактичним передмістям містечка Воньковці (сучасні Віньківці) та села Висока Гребля (сучасна частина села під назвою Висока).
У 17-18 столітті володіли Карижином та околицями поміщики Гумецькі. А Маріанна Гумецька за спогадами деяких старожилів села була засновницею Карижина, отож можемо припустити, що Карижин як назва поселення з'явився лише у 17 столітті. Що до назви то існує припущення що на території сучасного села було щось накшталт тимчасового табору, в'язниці, з якого засуджених гнали на каторгу звідси й пішло Кар (карати, каторга), жин (гнати, жене).  На території старого кладовища є могила та надмогильний камінь Маріанні Гумецькій, але, на жаль, на сьогодні втрачена пам'ять, де саме він знаходиться, а надписи з каменю стерлися через давність. Після Гумецьких та розвалу Речі Посполитої, до якої входило наше село, околицями заволоділи польські шляхтичі на прізвище Черкас, а саме Людвік та його син, хорунжий Польської Королівської Армії Ігнацій Черкас.У 1780-х роках в селі побудовано Архангело-Михайлівську трьохкупольну католицьку церкву.

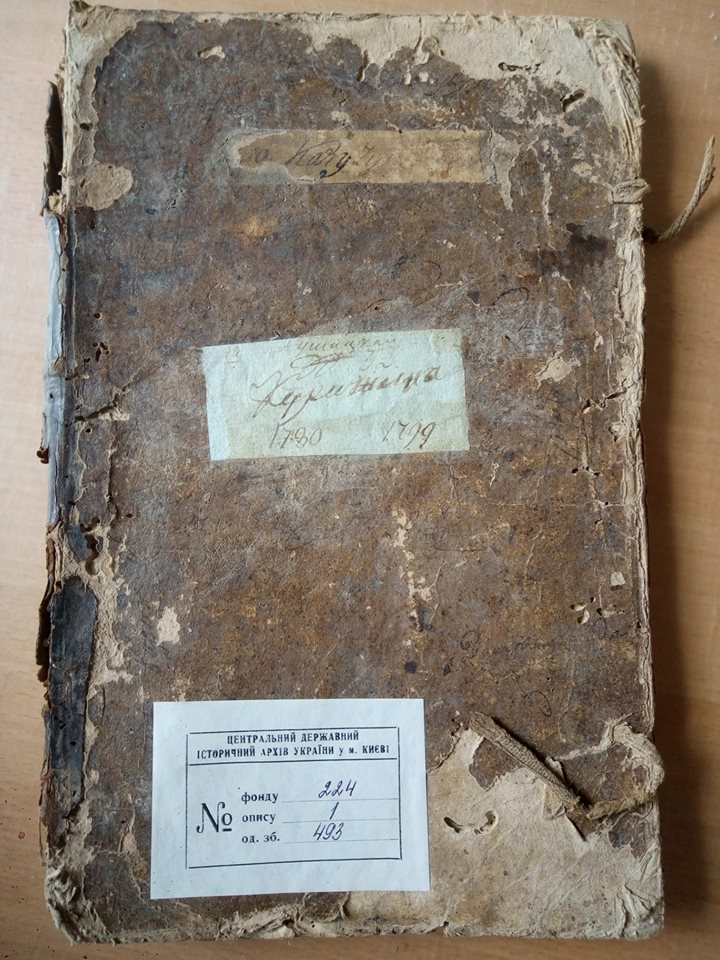
Метрика церкви села Карижин

6 грудня 1794 року ц. церкву Дмитро Жулковський обернув на православну. З 1793 року, після першого поділу Польщі, Карижин входить до складу Російської Імперії, володіння московської корони продовжувалось на цих землях аж до 1917 року.  Радянські джерела згадують Черкасів як доволі жорстоких господарів щодо селян, але не варто довіряти радянській історії. На початку 19 ст. села Висока Гребля та Карижин з'єдналися в одне поселення завдяки вулиці яка й донині має назву Нове Село.  З середини 19 ст. селом заволоділи поміщики Косельські. Це була велика, знана шляхетна родина, головував у ній на початку 20 ст.  Мчислав Косельський. Косельські мали великі володіння на Поділля, ряд палаців, резиденцій тощо. Одним з основних палаців була будівля у містечку Воньковци (приміщення сучасної лікарні). На околицях села Карижин серед садів біля Каськового лісу Косельські тримали літню резиденцію, у народі Дачу. Багато селян з Карижина працювало в маєтку Косельських та на їх господарці. Навіть на сьогодні через призму радянської пропаганди та викривлення світогляду у селі залишилося багато гарних спогадів про часи господарювання Косельських. 

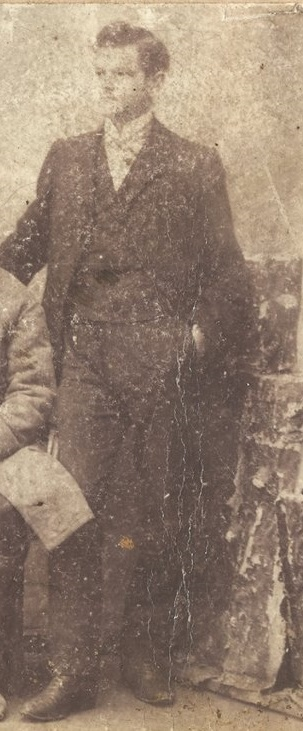
Мчислав Косельский.

В 1891 році в селі відкрито першу 3-х класну церковно-парафіяльну приходську школу.

### ХХ століття.
З 1900 року в Російській Імперії починається гостра економічна криза, наслідком якої стає поразка Російської Імперії у Японській війні 1904-1905 років та початком першої революції та заворушень у масах невдоволених. Ще в 1904 році вчитель сільської школи Семен Голіціанов, псаломщик Магнічевський організували нелегальне читання забороненої літератури. На цих сходах селяни вчились організовано боротись проти поміщиків. Але скоро ці сходи  припинилися. Таку бунтарську кралому викрив піп Мазуренко, і учасники були покарані. Напередодні  жнив 1906 року, визиск селян не зменшився, а став ще більшим та жорстокішим, і тому 8 липня селяни застрайкували. Понад 200 селян під керівництвом С.І.Гарбуза, В.П.Рудого і П.Я.Котика рушили до фільварку, де відбулася сутичка із озброєними драгунами, яких пан Косельський виставив для своєї охорони. В цій нерівній боротьбі загинуло п’ятеро селян: Кохан Михайло, Кохан Григорій, Кохан Павло, Кукурудза Лука, Рудий Григорій і вісім тяжко поранено. Багатьох селян арештували. В 1907 році відбувся суд над карижинськими повстанцями. "П’ятірку" на чолі з Протасом Йосипом  засудили на чотири роки ув'язнення. Визнано зачинщиками руху таких селян: Вершковського Ананія,  Горбатюка Станіслава, Протаса Йосипа, Павлюка Антона, Рудого Григорія, Ступницького Івана.
У 1914 році розпочалася Перша світова війна, десятки чоловіків з Карижина були мобілізовані до царської армії, багато хто з них склав голови на полях битв, багато хто повернувся каліками. На території Карижина російська армія готувала третю лінію оборони, тому в Безпалковому лісі та на полі між Карижином та Калюсиком було побудовано потужну систему з шанців та бліндажів, залишки яких можна побачити й тепер. Але бойових дій на території села не відбувалося а фортифікаційні спорудження не були використані за призначенням. У 1917 році стався більшовицький переворот, наслідком якого став розвал Російської Імперії та початок класового переслідування. Саме в цей час покидає свої володіння родина поміщиків Косельських та емігрує на захід, за деякими свідченнями до Франції. В історії села починається один з найважчих та трагічних етапів існування.

### Українська республіка.
7 (20) листопада 1917 року, відповідно до Третього Універсалу Української Центральної Ради, увійшло до складу Української Народної Республіки.
У 1918 році Україна вперше за всю свою історію стає незалежною державою у вигляді Української Народної Республіки. Серед селян спостерігається неабияке піднесення, вперше починає поважатися їх мова, релігія, селянам віддається земля, але це триває зовсім не довгий час, на Україну починається більшовицький наступ який у майбутньому призведе до падіння УНР та довготривалої партизанської боротьби аж до 60-х років ХХ ст. До лав армії УНР були мобілізовані наступні жителі Карижина: 1. Протас Василь Матвіїв 2. Тимчук Прокіп Іванів - служив рядовим 3.Боднар Василь Міхайлів - служив кашоваром 4. Саврій Василь Петрів - служив рядовим 5. Коваль Андрій Прокопів - служив рядовим. 6.Рудий Олександр Василів - служив рядовим 7. Осацкий Петро - служив помічником кашовара 8.Матус Василь Андрійович- служив штабним писарем 9. Рудий Явдокім Григорків - служив телефоністом 10. Гарний Митрофан - служив коло обозу 11. Кохан Олександр Лазарів - служив коло обозу 12.Бурбас Семен Марків - служив офіцером. Згодом у 20-30 х роках більшість з цих людей буде репресовано та вбито радянською владою.

### Національно - визвольні змагання 20-х років
У 20-х роках на території Віньковецького району, а також села Карижин оперували повстанські загони які вже у партизанський спосіб відстоювали УНР. У селі бували загони Якова Гальчевського, Івана Кохана, Ковальського, Якова Галюка, братів Бернадських, адже Карижин розташовувався між волосними містечками Зіньків, Осламів та Капустяни, а також між повітовими центрами та єврейськими містечками Ушицею, Віньківцями, Баром, Летичевом. Також Карижин був стратегічно вигідним для повстанських загонів оскільки розташований між лісовими масивами, а західна околиця села тісно прилягає то великого лісового урочища "Корабельний гай", що був чи не основним місцем базування та сховку повстанських загонів на Віньковеччині. Але найбільший слід та пам'ятку у визвольній боротьбі залишив отаман Климентій Березніцький родом з Великого Олександрова. Історично склалося що селяни Карижина мали тісні родинні та культурні зв'язки з цим селом, тому багато хто симпатизував отаману Березніцькому та був членом його загону. Неодноразово загін Березніцького переховувався у Карижині від погонь більшовиків, після здійснення нападів на Віньківці та радянські установи, що згадується у документах та донесеннях ЧК. Є спогади як симпатики радянської влади тремтіли від страху перед загоном отамана, одним з таких спогадів є втеча комуністичного активу з весіль що відбувалося в Карижині та на яке заїхав отаман Березніцький. Після жовтневої революції 1917 року біля панської дачі було створено робоче поселення Комуну (зараз є частиною Карижина під назвою Гринева), а на території дачі Косельських волосну економію для викачки зерна з селян. Саме тут у 1921 році загін отамана Березніцького розігнав продзагін, що збирав податок з селян на потреби Червоної армії, тоді було вбито керівника цього загону уродженця Карижина, колишнього матроса Балтійського флоту Загнітка. Свідком тих подій сьогодні є пам'ятник Загнітку на місцевому кладовищі, що перенесений радянською владою з могили повстання 1906 року, а на його місце поставлений новий.

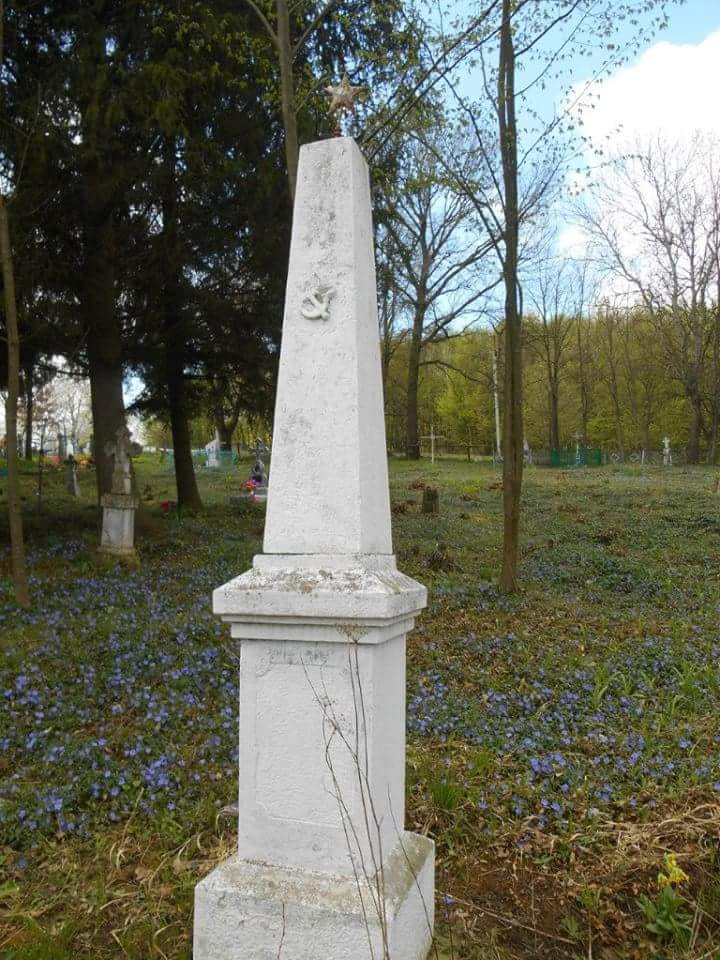
Пам'ятник матросу Загнітку

### 30 ті роки колективізація, голод та репресії
Колгосп  почав організовуватись в березні 1930 року. Йому дали назву "Нове  життя". Першим головою правління був обраний Бурбас Семен Маркович. Значна частина карижан  вступила в колгосп  добровільно, інших примушували. Всі здавали свою худобу, реманент, зерно.  Збирали записний фонд зерна, щоб навесні дати бідним по 1-2 пуди. Це зерно засипали в комору, а на весні 1931 року цю комору спалили. При гасінні пожежі загинув Кохан Іван. Головою сільської Ради в цей час був Цапура Філько. Хто не хотів вступати в колгосп, того виганяли з хати, спродували і все господарство.  Так були вигнанні з своїх осель разом із сім'ями Осацький Андрій, Кукурудза Юхтим, Пардус Антон, Бакун Арсен, Мельник Антон, Гарбуз Андрій, Гарбуз Григорій. Будівлі багатьох із них перейшли у власність колгоспу. Були й такі, в  яких спродували усе, але з хати не виганяли. (Бакун Анастасія, Тимчук Марія та інші).
В  1933 році Україну охопив голодомор. Карижани дуже потерпали від нестачі їжі. В село приходили люди з голодуючих регіонів. За свідченями очевидців - з Вінницької області, півдня України. Все, що приносили з собою ці люди, обмінювали на продукти харчування. Багато жителів села Карижина допомагали голодуючим  чим могли.
В 1934 році в селі було відкрито семирічну школу. 

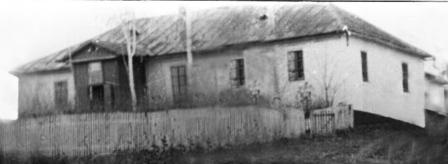
Стара школа в Карижині

Першим директором працювала Грабченко Євдокія Мартинівна (мати письменника Миколи Подоляна), який провів свої юні роки теж у Карижині, що не могло згодом сказатися на його творчості.
Перший випуск Карижинської семирічної школи відбувся у 1938 році. 

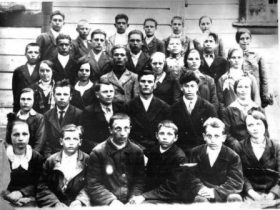
Перший випуск

Не судилося побачити першого випуску власної школи тогочасному директору Ніколаєву Карлу Івановичу, адже  вкраїні почався масовий терор що увійшов історію під назвою "єжовщина". 20 квітня 1938 року він був заарештований та невдовзі за сфальсифікованими звинуваченнями розстріляний у в'язниці міста Кам'янець-Подільський. Крім директора школа з Карижина було розстріляну голову сільської ради Цапуру Фелікса Казимировича, Тимчук Андрія Васильовича, Гарного Павла Івановича, Матуса Тимофія - завгосп колгоспу, Дубового Андрія - директор цукрового заводу у м.Волочиську, Кифорчук Григорія - сільський мельник, Пардус Антона Йосифовича - колгоспний тесляр. Всім їм було інкриміновано участь у ПОВ, що було повною брехнею та вигадкою органів НКВД.

### Друга світова війна
Друга світова війна для жителів села Карижин розпочалася у 1939 році, коли село зазнало перших втрати на радянсько-фінській війні. Мобілізованими на цю війну було більше десятка чоловік серед них Матус Тихон Степанович, Шевцов Михайло Степанович, Войцехівський Іван Йосипович, Кохан Іван Офрамович та інші. Дехто, такі як Кохан Іван, загинули на цій війні, інші повернулися інвалідами. Того ж року околицями села рухалися колони військової техніки та солдатів, що брали участь в розподілі Польщі та анексії території сучасної західної України та Білорусі.
12  липня 1941 року німецькі війська увійшли в Карижин. З початку окупації в селі зберігався колгосп. А в 1943 році почали ділити землю на гуртки по 10 сімей в кожному.   Роздали колгоспні коні, худобу, реманент. Багато молоді із села було вивезено до Німеччини на примусові роботи. Перший набір був в 1942 році, тоді з села забрали близько 70-ти хлопців і дівчат. Для одних важким було підневільне життя на окупованій території, інші згадували все життя з захопленням ці роки. 

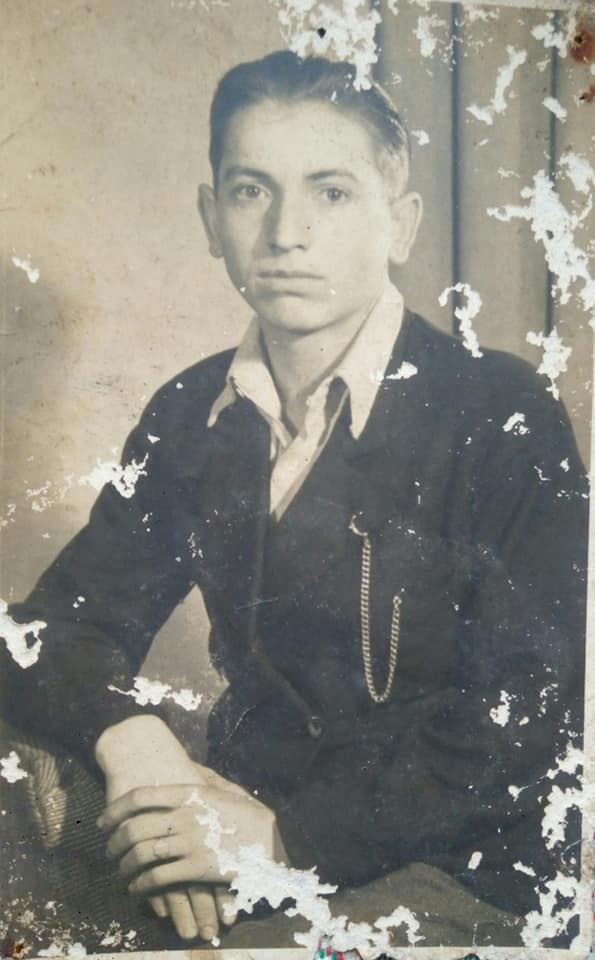
Житель села Карижин що був вивезений на роботи до Третього Рейху. Іван Андрійович Кохан 25 грудня 1944 року Німеччина.

В  Карижинському лісі діяла радянська партизанська група. Але про партизанів повідомив у поліцію лісник Євась. Поліція та німці оточили ліс, трьох осіб вбили, четвертий застрелився сам у Безпальковому лісі над млином, а решта втекли. На місці загибелі їх похоронили. Потім їхні останки були перенесені у братську могилу до Віньковець.

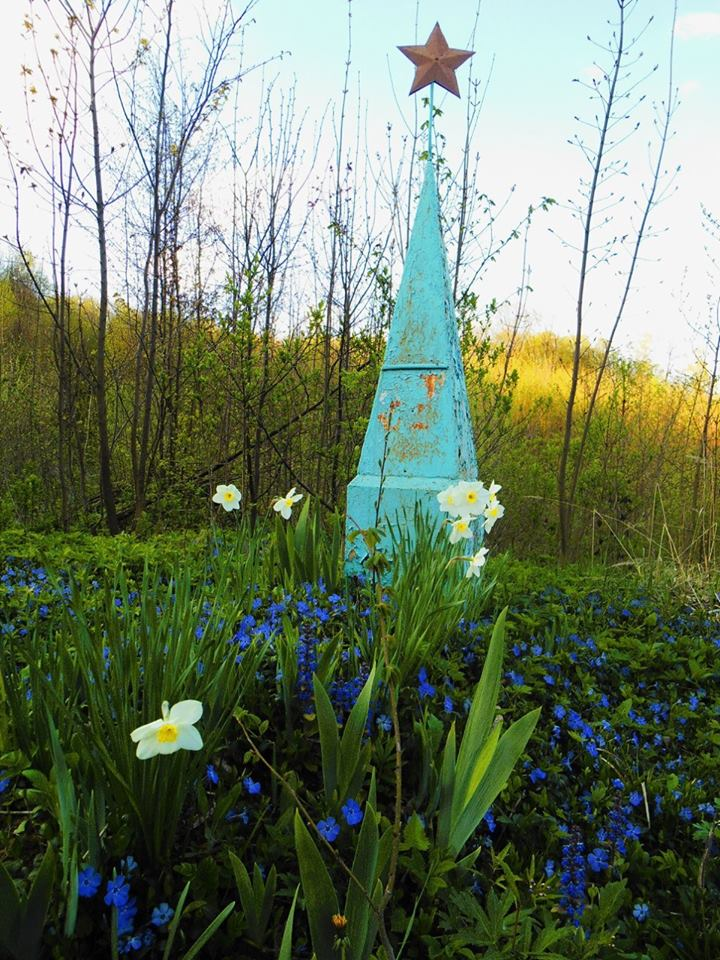
Пам'ятник в урочищі "Побиті"

26 березня 1944 року почався наступ радянської армії на наші  території. А 27 березня в Карижин зайшли частини 18 армії, якою командував генерал-лейтенант Журавльов. Але війна не закінчилася. 29 березня 1944 року була проведена мобілізація. Всі чоловіки віком від 18 років до 50 років були мобілізовані на війну. Вісімдесят наших односельців полягли на полях жорстоких битв. Їх імена викарбувані на граніті пам'ятника, що зведений у центрі села.

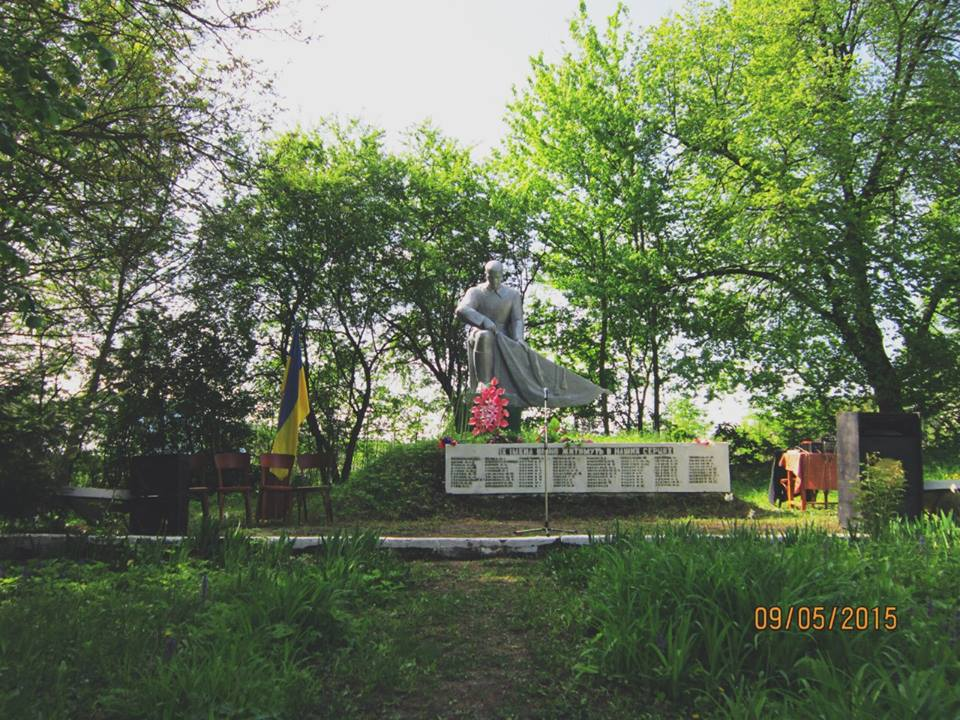
пам'ятник загиблим у ДСВ

### Сьогодення
З 2014 року участь у російсько-українській війні приймали жителі села: Тернавський Сергій Петрович, Протас Петро Петрович, Кутлумуратов Сергій Васильович, Очеретний Ігор Васильович, Ніколаєв Володимир Васильович.
17 липня 2020 року район було ліквідовано внаслідок адміністративно-територіальної реформи. Село віднесли до Віньковецької територіальної громади Хмельницького району.
У 2020 році від стадіону у селищі Віньківці у сторону села Карижин було побудовано нову асфальтну дорогу С 230201 Віньківці - Карижин км 0+000 - км 1+600.
У 2020 році в село було проведено інтернет через оптоволокно.
У 2021 році в селі припинив існування дошкільний навчальний заклад, початкова школа закрита кількома роками раніше, середня школа ще раніше. Цього ж року припинив існування сільський будинок культури, в селі практично не залишилося молоді.
У 2021 році почалась масова вирубка Карижинських садів, з плодів котрих колись виготовляли плодове вино у приміщеннях дачі Косельських. Землі під садами перебувають у власності Нурієва Аліна Олександрівна, та Третяк Тетяна Анатоліївна, котрих пов'язують з адвокатською та нотаріальною діяльністю у м. Вінниця.
В селі діє один господарчо-продуктовий магазин.
З виробництва присутнє лише приватне підприємство по випалюванню деревного вугілля на території колишнього колгоспу.

### Відомі люди пов'язані з селом
- В селі народився  Пастух Леонід Федорович (1939—2020) — український художник монументально-декоративного мистецтва.
- З села походить більшість учасників документального проєкту «Хащі» [2].

## Населення

### Мова
Розподіл населення за рідною мовою за даними перепису 2001 року:
| Мова            | Кількість | Відсоток |
| --------------- | --------- | -------- |
| українська      | 588       | 98.49%   |
| російська       | 8         | 1.34%    |
| інші/не вказали | 1         | 0.17%    |
| Усього          | 597       | 100%     |